# ماتيلدا تشارلوت هوستن
كانت ماتيلدا تشارلوت هوستن (الاسم قبل الزواج جيسي، 16 أغسطس 1811 – يونيو 1892) كاتبة في أدب السفر وروائية وكاتبة سيرة وناشطة في حقوق المرأة. اشتهرت هوستن من خلال سلسلتها في أدب السفر، وبشكل خاص تكساس وخليج المكسيك (1844) وهيسبيروس، ورصدها للحياة الأمريكية الأفريقية خلال عصر ولاية الجنوب العميق الكونفدرالية. لاحقًا، انتقلت هوستن من تأليف الروايات إلى النشاط ضمن الحركات الإصلاحية، وبشكل خاص حقوق نساء الطبقة العاملة والأمهات غير المتزوجات. خلال حياتها نُشرت في عام 1862 روايتها النسوية البدئية رخيصة الثمن إيصاء بالرأفة والتي كانت عملها الأشهر.

## طفولتها
تعمدت ماتيلدا تشارلوت جيسي في كنيسة إنجلترا في كنيسة جميع القديسين الرعوية في ويست بروميتش ستافوردشاير في 16 أغسطس من عام 1811.
كان والدها، إدوارد جيسي (1780 – 1868)، كاتبًا متخصصًا في التاريخ الطبيعي وابن أحد قساوسة يوركشاير. كانت عائلته عائلة هوغونوتية (بروتستانت فرنسيون) انتقلت إلى إنجلترا في أعقاب مرسوم فونتينبلو لعام 1685. كان إدوارد صديقًا لجون ويلسون كروكر، وهو كاتب ورجل دولة آيرلندي، والأب جون ميتفورد محرر مجلة جنتلمان. شغل جيسي مناصب حكومية متنوعة، من بينها مناصب سهلة، وأصبح كبير مساحي الحدائق والقصور الملكية التي لعب فيها دورًا في استعادة قصر هامبتون كورت. وكانت والدة هوستن، اسمها قبل الزواج ماتيلدا موريس، ابنة السير جون موريس، البارون الأول لغلاموريغانشير، ويلز.
كان لدى ماتيلدا شقيق، جون هينياج جيسي، سيصبح لاحقًا مؤرخًا وشقيقة ستصبح لاحقًا السيدة كوروين. عاشت الأسرة ضمن الحدائق الملكية غرب لندن أو بالقرب منها، أولًا في ريتشموند بارك ومن ثم في بوشي بارك. أقام إدوارد جيسي علاقات قوية مع دوق كلارينس ويليام الرابع الذي سيصبح لاحقًا ملك المملكة المتحدة، وحين كانت تتجول رفقة والدها في ريتشموند بارك، كان الدوق ينضم إليهما أغلب الأحيان. وعاشت الأسرة لفترة في موليسي، سوري.
نالت ماتيلدا تعليمًا أساسيًا، إلا أن مربيتها الويلزية منعت وصيتها من قراءة الروايات. غير أن ماتيلدا غالبًا ما كانت تعمل على مسودات والدها التحضيرية، الأمر الذي منحها معرفة بالعديد من فناني وكتاب عهدها. كانت ماتيلدا مطلعة على كتابات ثيودور إدوارد هوك وتوماس مور من خلال دوائر أبيها الاجتماعية، وبدأت بكتابة قصص قصيرة وقصائد.
كان الجدل حول إلغاء العبودية في كافة أنحاء الإمبراطورية البريطانية مسألة سياسية محتدمة في أوائل القرن التاسع عشر. وحين كبرت ثقفتها خالتها حول هذه القضية. تلقت الأسرة زيارة من ويليام ويلبرفورس الذي كانت تكن له «عداوة منذ الطفولة» إذ إنه «بعد زيارة المحرر العظيم، باتت كافة قوالب الحلوى والكعك من المحرمات نظرًا إلى احتوائها على سكر من الهند الغربية، الأمر الذي جعل تناولها خطيئة».

## أوائل مرحلة الرشد
وقع زواج ماتيلدا الأول من الأب ليونيل فريزر نحو العام 1831. ومع وفاته في العام التالي عادت إلى منزل والديها حيث بقيت لأربعة أعوام.
وتزوجت للمرة الثانية في 1 أكتوبر من عام 1839 في كنيسة السفارة البريطانية في باريس من الكابتن ويليام هوستن من كتيبة الخيالة الملكية المدرعة العاشرة. كان والد زوجها هو الجنرال السير ويليام هوستن، البارون الأول، والذي كان لفترة حاكمًا وكانت والدة زوجها السيدة جين ماتيلاند، الابنة الرابعة لجيمس مايتلاند، الإيرل السابع للودردال.
كان لديهما ولدان، ويليام الذي ولد في عام 1838، وجورج الذي ولد في عام 1841 وابنة، سيدني، ولدت في عام 1843.
سافرت بين عامي 1842 و1844 مع زوجها إلى نيو أورلينز وتكساس، التي كانت مصدر كتابات السفر الأولى التي ألفتها، ومن ثم سافروا في عربة بريتزكا عبر باريس ونابولي، وعادوا إلى تكساس في الخمسينيات من القرن التاسع عشر. انتقلت الأسرة إلى أيرلندا حين حصل زوجها على أرض في دولوغ، مقاطعة مايو. خلال معيشتها في بيت ريفي في دولوغ، بدأت مسيرتها المهنية كروائية ونشرت روايتها الأولى في عام 1862. في سنواتها اللاحقة، عادت لتعيش في لندن وانخرطت في قضايا حقوق المرأة، لا سيما تلك المتعلقة بالأمهات غير المتزوجات ونساء الطبقة العاملة. 

## أمريكا الشمالية
مع خروجها من إنجلترا في سبتمبر من عام 1842، سافرت ماتيلدا رفقة زوجها، الكابتن ويليام هوستن، على متن يخت يسمى دولفين يبلغ وزنه 200 طن مزود بست مدافع، إلى الولايات المتحدة الأمريكية حيث نزلوا في غالفستون في 18 ديسمبر، ووصلوا إلى نيو أورلينز في وقت لاحق بين ديسمبر من عام 1842 ويناير من عام 1843، ومن ثم أبحروا نحو خليج المكسيك، وتراوحت أماكن إقامتهم بين تيكساس ونيو أورليانز.
خلال واحدة من هذه الفترات الفاصلة، ومع عودتها من نيو أورليانز إلى غالفستون، ذهبت في رحلة إلى هوستن، تكساس على متن الباخرة دايتون التي يبلغ وزنها 111 طن أمضت عليها 3 أيام مسافرة عبر بوفالو بايو. في عام 1844 نشرت رواية السفر الأولى الخاصة بها تكساس أو خليج المكسيك، السفر على اليخت إلى العالم الجديد. كان الهدف من هذه الرحلة خدمة المشاريع التجارية الخاصة بزوجها في صنع اللحوم والحفاظ عليها في تلك الفترة. في رواية السفر هسبيروس التي نشرتها في عام 1850 قامت ماتيلدا برحلة جديدة إلى تكساس، التي كانت في تلك الآونة ضمن عملية ضم تكساس إلى الولايات المتحدة. خلال الرحلة الثانية إلى تكساس زارت ماتيلدا منزل جيمس مورغان، وهو أحد ملك العبيد والمضاربين في تكساس، والتقت أيضًا فيرديناند فون رومر. لم يتفق رومر وماتيلدا، إذ وصفها رومر بأنها «متفرعنة»، ووصفته بأنه غير معتاد على «تغيير الملابس» وبأنه «لا يملك أسنانًا» بسبب تدخينه «التبغ» الذي كانت ترى فيه عادة مقرفة. وبدا أن الرحلة الثانية قد قام بها الكابتن هوستن للاستثمار في مزارع التبغ في تكساس، إلا أنها اكتفت بمراقبة الحياة في تكساس بصفتها سائحة.
تنبه فيكتور براتشت في عام 1848 إلى أن عملها لعام 1844 هو الرواية الوحيدة الأخرى الجديرة بالقراءة عن تكساس تُكتب من قبل امرأة تسكنها في تلك الآونة، باستثناء أعمال تكساس بين عامي 1833 و1836 التي ألفتها ماري أوستن هولي. في رواية السفر على اليخت إلى العالم الجديد، تركز هوستن على السياسة ومواضيع أخرى كاندلاع الحرب الأهلية في الولايات المتحدة.

## العبودية والعنصرية
بالنسبة لسكان الجزر البريطانية، اعتبرت تجارة العبيد مبطلة في الإمبراطورية البريطانية في عام 1772، إلا أن العبودية لم تصبح غير شرعية حتى صدور قانون إلغاء العبودية لعام 1833، الذي كان عملية طويلة تضمنت بشكل بارز عمل ويليام ويلبرفورس (الذي كانت ماتيلدا مطلعة على أعماله) وقضية سومرسيت جيمس في عام 1772.
حددت الأعمال حول إبطال العبودية وكتاب مثل أوكاوساو غرونيوساو في عمله لعام 1772 رواية حول الخصوصيات الأبرز في حياة جيمس ألبرت أوكاوساو غرونيوساو، أمير أفريقي وعمل أولاودا إيكويانو في عمله لعام 1789 رواية مثيرة حول حياة أولاودا إكويانو وعمل فيليس ويتلي لعام 1773 قصائد عن مواضيع عديدة، دينية وأخلاقية وماري برينس في عملها لعام 1831 تاريخ ماري برينس وأعمال أبناء أفريقيا (منشورات أدبية واسعة الانتشار في مجتمع لندن في تلك الفترة، وغالبًا ما أعيدت طباعة كل منشور عدة مرات) النظرة المجتمعية في بريطانيا القرن ال19 لممارسة العبودية.